# Kaotiko
Kaotiko est un groupe de rock espagnol, né Alava lorsque le groupe  La Polla Record était en succès.
Après quelques années, ils ont réussi à imposer leur propre style. Ce groupe a commencé avec deux personnes : Johny (voix) et Xabi (Batterie), membres du groupe Kaos Etíliko. Ensuite, trois autres membres ont rejoint le groupe : Fonta (basse), Aguayo et Aguayiko (guitares), qui ont ainsi formé Kaotiko.

## Membres
- Jony (chant)
- Fonta (basse, chœur)
- Aguayiko (guitare, chœur)
- Aguayo (guitare)
- Xabi (batterie)